# Ostpolitik der Bundesrepublik Deutschland bis 1990

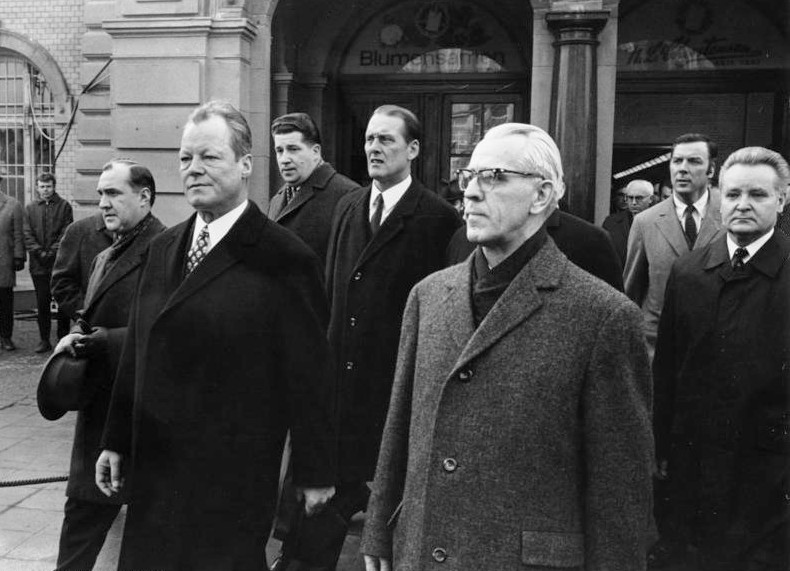
Das Erfurter Gipfeltreffen 1970 war das erste Treffen zwischen einem deutschen Bundeskanzler (Willy Brandt, links) und einem Vorsitzenden des Ministerrates der DDR (Willi Stoph).

Als Ostpolitik werden die Außenpolitik der Bundesrepublik Deutschland sowie die Deutschlandpolitik der Bundesrepublik zwischen 1969 und 1989 bezeichnet, die sich auf die Mitgliedstaaten der damaligen Warschauer Vertragsorganisation bezogen. Unter den Bedingungen des Ost-West-Konflikts begann die so definierte Ostpolitik mit der sozialliberalen Bundesregierung ab 1969. Diese Politik zielte in einer engeren Wortbedeutung auf Ausgleich mit der Sowjetunion und den Ostblock-Staaten. In einem weiteren Wortsinn wird auch die Außenpolitik gegenüber der Sowjetunion bzw. deren Nachfolgestaaten und den (ehemaligen), inzwischen postkommunistischen Mitgliedern des Warschauer Paktes ab 1990 als Ostpolitik bezeichnet.
Der Begriff Neue Ostpolitik bezeichnet insbesondere die Verständigungspolitik und die damit einhergehende Umsetzung des von Egon Bahr, zwischen 1972 und 1974 Bundesminister für besondere Aufgaben unter Brandt, festgelegten politischen Prinzips des „Wandels durch Annäherung“ für den Umgang der Bundesrepublik mit der Deutschen Demokratischen Republik und den osteuropäischen Nachbarstaaten. Sie bezeichnet die durch die Ostverträge schrittweise erfolgte Überwindung des Status quo der Politik beider deutscher Staaten bis zum Beginn der friedlichen Revolution in der DDR im Jahre 1989. Mit „Überwindung des Status Quo“ ist in diesem Zusammenhang das Ziel gemeint, das bis 1990 gültige Wiedervereinigungsgebot in der Präambel des Grundgesetzes zu erfüllen („Das gesamte Deutsche Volk bleibt aufgefordert, in freier Selbstbestimmung die Einheit und Freiheit Deutschlands zu vollenden.“).
Ein wichtiges Pendant zu dieser Politik war in der Regierungszeit von Bundeskanzler Helmut Kohl die Politik von Michail Sergejewitsch Gorbatschow, Generalsekretär der KPdSU von 1985 bis 1991, die einer der zur Wiedervereinigung Deutschlands führenden Faktoren war.

## Vorgeschichte
Mit dem Zusammenbruch des Nationalsozialismus im Jahre 1945 und einschneidenden globalen Veränderungen in der internationalen Politik nahm die bis dahin verfolgte Rassen- und Kolonialpolitik ein endgültiges Ende (siehe Deutsche Ostpolitik bis 1945). Von den Alliierten wurde Deutschland 1945 in vier Besatzungszonen aufgeteilt, am 23. Mai 1949 wurde die Bundesrepublik Deutschland gegründet und am 7. Oktober 1949 die Deutsche Demokratische Republik (DDR). Von diesem Zeitpunkt an war Deutschland zweigeteilt (→ Deutsche Teilung). In der Folge setzte ein historisch folgenreiches Spannungsverhältnis beider Staaten ein, das seitdem unter dem Begriff „Ost-West-Konflikt“ beschrieben, analysiert und diskutiert wird. Beide Konfliktparteien warfen sich bis zur Wiedervereinigung Deutschlands im Jahre 1990 gegenseitig das Verfolgen von „falschen politischen Ideologien“ vor, wobei sich die Schärfe dieser Auseinandersetzung bis zur Wiedervereinigung erheblich reduzierte. Aus der westlichen Perspektive wurde bis dahin primär der gezielte Kampf gegen den Kommunismus und das damit verbundene Ideal einer Zentralverwaltungswirtschaft geführt. Und von östlicher Seite aus wurde – insbesondere in Anlehnung an marxistische Theorien – primär ein ideologischer Kampf gegen den Kapitalismus geführt. Auf dem Hintergrund dieser Entwicklung erforderte die Ostpolitik ein besonderes diplomatisches Geschick beider Konfliktparteien in Richtung einer gegenseitigen Annäherung. Mithilfe eines „back channels“ (Wjatscheslaw Jerwandowitsch Keworkow) wurde die direkte Kommunikation zwischen der Führung der Bundesrepublik und der Sowjetunion Ende der 1960er-Jahre etabliert.
Als einer der zahlreichen Konfliktpunkte stellte sich in den nachfolgenden Jahren beispielsweise der westdeutsche Anspruch der Bundesregierung heraus, Gesamtdeutschland allein zu vertreten. Dieser Anspruch fand indessen nur vorübergehend Beachtung. Die DDR als ein in Westdeutschland kritisierter und unter den Siegermächten des Zweiten Weltkriegs umstrittener, aber dennoch existierender zweiter deutscher Staat wurde verstärkt von neutralen Ländern und von Staaten der Dritten Welt diplomatisch anerkannt.

## Regierung Adenauer
Bereits unter der Regierung Konrad Adenauers änderten sich die spannungsreichen Vorzeichen der westdeutschen Ostpolitik in Richtung einer Verständigungspolitik. Im Jahre 1955 nahm die Bundesrepublik Deutschland erstmals diplomatische Beziehungen mit der Sowjetunion auf und schloss mit ihr 1958 ein Wirtschafts- und Repatriierungsabkommen. Die 1955 verkündete Hallstein-Doktrin schloss diplomatische Beziehungen zu allen Staaten aus, die die DDR anerkannten.
Im März 1958 versuchte Kanzler Adenauer einen ersten Ansatz zu einer neuen Ostpolitik: Ohne Beachtung der Öffentlichkeit sondierte er bei Botschafter Andrei Andrejewitsch Smirnow, ob die Sowjetunion nicht der DDR den Status Österreichs gewähren könne, das heißt, freie Selbstbestimmung bei international garantierter Neutralität. Von der Möglichkeit einer Wiedervereinigung war keine Rede, Adenauer betonte, er betrachte die Sache „nicht vom Standpunkt des deutschen Nationalismus“. Offenkundig war er bereit, das Wiedervereinigungsgebot des Grundgesetzes hintanzustellen, wenn sich nur die Lebenssituation der DDR-Bürger verbessern ließe. Der Versuch blieb ohne Erfolg. Kurz darauf setzten allerdings neue prägende Konflikte ein. Dazu gehörten vor allem die Berlin-Krise seit 1958, der Mauerbau von Seiten der DDR im Jahre 1961 und die Kubakrise von 1962. Gleichzeitig setzte bei den Supermächten ein globaler Bewusstseinsprozess hinsichtlich der Problematik der Atompolitik und der bereits in diesen Jahren erzielten atomaren Pattsituation ein. Das führte seit 1962 wiederum zu einer Fortführung einer vorsichtigen Politik der Kontaktaufnahme mit den osteuropäischen Staaten Rumänien, Bulgarien, Ungarn und Polen, insbesondere durch die Errichtung von bundesdeutschen Handelsmissionen. Diese Staaten wurden deshalb als geeignete Verständigungspartner betrachtet, weil sie die politische Unabhängigkeit von der Sowjetunion anstrebten. Das Unternehmen scheiterte, weil die mit der DDR verbundene besondere Problematik in diesem Diskurs völlig ausgeklammert wurde, aber auch deshalb, weil die Kontakte mit Rücksicht auf die Hallstein-Doktrin und starke Kräfte aus dem Kabinett Adenauer unterhalb der Ebene diplomatischer Beziehungen geblieben waren. Die Folge war eine Abwehrreaktion des gesamten Ostblocks.

## „Neue Ostpolitik“

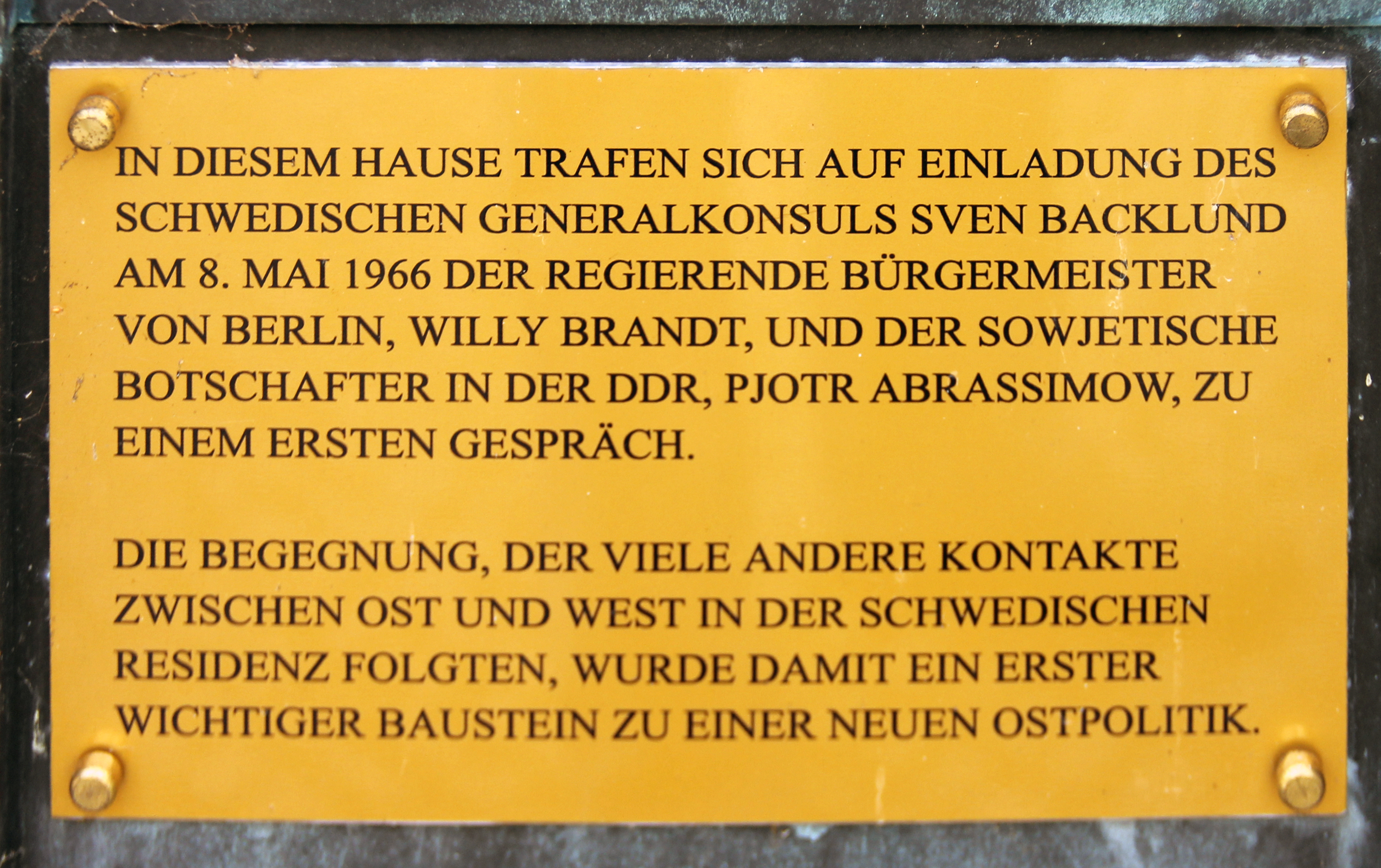
Gedenktafel am Haus Pücklerstraße 42, in Berlin-Dahlem

Der Historiker Heinrich August Winkler teilt die Regierungszeit der Bundeskanzler Willy Brandt und Helmut Schmidt in zwei Phasen ein:
Phase 1 habe bereits 1963, in der Amtszeit Willy Brandts als Regierender Bürgermeister von West-Berlin, begonnen. Die „Neue Ostpolitik“ sei der Einsicht gefolgt, dass man die Realität von zwei Staaten in Deutschland erst einmal anerkennen müsse, wenn sie langfristig überwunden werden solle. Die Einsicht, dass man den Status quo anerkennen müsse, sei auf ganz Europa übertragbar. Um über die Ost-West-Spaltung hinauszukommen, habe man ihr in einem ersten Schritt Rechnung tragen müssen. Diese Politik habe Brandt in enger Abstimmung mit den westlichen Verbündeten auch als Bundeskanzler umgesetzt; sie habe 1975 zur Unterzeichnung der Helsinki-Schlussakte geführt.
Mit der Schlussakte habe Phase 2 der bundesdeutschen Ostpolitik begonnen. In ihr sei es um die Sicherung und Weiterentwicklung dessen gegangen, was in Phase 1 für das geteilte Deutschland durch Entspannung erreicht worden sei.

### Begünstigende Faktoren
War die Politik des gegenseitigen Verständnisses in den 1960er Jahren weitgehend durch einen Mangel an geistiger Mobilität und Verständigungsbereitschaft sowohl des westlichen als auch des östlichen Blocks geprägt, so begünstigten am Ende dieses Jahrzehnts einige internationale politische Entwicklungen die Wiederaufnahme diplomatischer Gespräche. Zu diesen begünstigenden Faktoren werden vor allem gezählt, dass die Sowjetunion mit dem Einmarsch in die ČSSR (mit dem Ergebnis der Beendigung des „Prager Frühlings“) 1968 den eigenen Staatenblock stabilisieren konnte, die Zuspitzung des chinesisch-sowjetischen Konflikts durch die Verlegung von Truppen der Sowjetarmee an die chinesische Grenze sowie der sowjetische Bedarf an westlicher Technologie und der Import entsprechender Technik zur Modernisierung der eigenen Volkswirtschaft. Die Benennung dieser Hintergründe galt lange Zeit als hinreichend für eine Analyse der Politik der Bundesrepublik, die während der Regierungszeit der sozialdemokratischen Bundeskanzler Willy Brandt und Helmut Schmidt weithin als „neue Ostpolitik“ bezeichnet wurde.
Zu den langfristig wirksamen Ursachen der (viele Jahre lang in Deutschland fast ausschließlich positiv bewerteten) Ergebnisse der Ostpolitik der Bundesrepublik gehört auch der Prozess der imperialen Überdehnung der Sowjetunion. Hannes Adomeit beschrieb 2016 diesen Vorgang. Die Sowjetunion habe nach 1945 einen „zweiten Ring“ aus Staaten in ihrem Einflussbereich erhalten, der aus den nicht zum Staatsgebiet der Sowjetunion gehörenden Staaten des späteren Warschauer Paktes bestanden habe. Das habe, so Adomeit, die geopolitischen Fähigkeiten der Sowjetunion überfordert. Auch die DDR habe sich ebenso wenig wie die Sowjetunion der Globalisierung anpassen können, Modernisierung und Innovation seien ausgeblieben, die Kosten für die DDR und für den Erhalt des Imperiums seien insgesamt zu hoch gewesen. 1988/89 seien dann in den Staaten des Warschauer Pakts die kommunistischen Regime kollabiert; zugleich sei die Sowjetunion wirtschaftlich immer deutlicher verfallen. Diesem Prozess habe Michail Gorbatschow nach seinem Amtsantritt als Generalsekretär der KPdSU ab 1985 durch Reformen entgegenwirken wollen.
Im Dezember 1991 beendete die Sowjetunion ihre Existenz – fünfzehn Monate nach der deutschen Wiedervereinigung.

### Das neue Politikkonzept
Bereits im Juli 1963 plädierten Egon Bahr und Willy Brandt auf Vorträgen in der Evangelischen Akademie Tutzing für einen Wandel durch Annäherung.
Das neue Entspannungskonzept bildete sich im ersten Kabinett von Bundeskanzler Willy Brandt heraus. Das Besondere an diesem politischen Konzept war, dass nicht nur kurzfristig oder mittelfristig ein spezifischer Konsens ins Blickfeld genommen wurde, sondern eine langfristige Annäherung, wenn nicht sogar eine Konvergenz der Gesellschaftssysteme von Ost und West, angestrebt wurde. Politisches Instrument dieser Politik war die Konzentration auf gemeinsame Interessen, weshalb insbesondere die globale Friedenssicherung (atomare Risikominderung), allgemeine humanitäre Erleichterungen und die Möglichkeit der beidseitigen Akzeptanz des territorialen und machtpolitischen Status quo im Hinblick auf die Konferenzergebnisse von Jalta als ein – mehr oder weniger legitimes – Faktum in den Fokus beider Konfliktparteien geriet.

### Konkretisierung des Konzepts
Auf der Grundlage des neuen, gemeinsamen politischen Konzepts wurden zahlreiche Maßnahmen geplant, wie vor allem die Fortführung von Gesprächen (politisch, ökonomisch und sozial), die Überwindung der deutschen Teilung und die Entwicklung einer gesamteuropäischen Friedensordnung. Nach der Bundestagswahl 1969 stellte erstmals die SPD den Bundeskanzler; Willy Brandt berief sein erstes Kabinett. Egon Franke wurde Minister für innerdeutsche Beziehungen.
Gegen Ende 1969 wurden die genannten Ideen konkret, indem
- die DDR zwar nicht völkerrechtlich, aber staatsrechtlich als einer der „zwei Staaten in Deutschland“ („füreinander nicht Ausland“)[9] im Sinne einer gemeinsamen Nation anerkannt wurde
- der ehemals westdeutsche Alleinvertretungsanspruch für alle Deutschen, der die Bevölkerung in der DDR bis dahin mit einschloss, aufgegeben wurde
- die DDR in die Entspannungspolitik bewusst mit einbezogen wurde
- die vom Ostblock geforderte gesamteuropäische Sicherheitskonferenz (KSZE) auch von westlicher Seite als ein positives politisches Instrument betrachtet und angenommen wurde
- der Atomwaffensperrvertrag unterzeichnet und ein Kurswechsel in Richtung atomarer und konventioneller Abrüstungspolitik eingeleitet wurde

Die verhandelten politischen Grundsatzentscheidungen wurden gegen Ende 1970 im Moskauer Vertrag und im Warschauer Vertrag festgehalten. Zunächst wurde die Neue Ostpolitik skeptisch beäugt, vor allem von der CDU/CSU, die in der Politik einen Gegensatz zu der von Adenauer geförderten Westbindung und -integration sah. CDU und CSU – sie waren bis zum Regierungswechsel am 4. Oktober 1982 die einzigen Oppositionsparteien im Bundestag – bekämpften daraufhin die Vertragspolitik der Regierungskoalition aus SPD und FDP mit der Begründung, Leistung und Gegenleistung seien nicht ausgewogen. Später betrachteten alle im Deutschen Bundestag vertretenen Parteien die abgeschlossenen Verträge als Grundlage ihrer Deutschland- und Ostpolitik.

### Bilaterale Phase 1971–1973
Weitere bilaterale Konkretisierungen der neuen Ostpolitik zeichneten sich in den Jahren 1971 bis 1973 nach den symbolischen, aber noch ergebnislosen Erfurter und Kasseler Gipfeltreffen 1970 zunächst bezüglich der innerdeutschen Beziehungen ab. Nach dem politischen Sturz von Walter Ulbricht, dem Staatsratsvorsitzenden der DDR, wurde am 3. September 1971 das Vier-Mächte-Abkommen über Berlin geschlossen. Somit wurden von Seiten der DDR und der Sowjetunion erstmals seit 1945 der ungehinderte Transitverkehr von bundesdeutschen Bürgern auf der Straße, der Schiene und auf dem Wasserweg nach Berlin sowie die bestehenden Verbindungen zwischen der Bundesrepublik Deutschland und Berlin garantiert. Bei der Bundestagswahl am 19. November 1972 erhielt die SPD (bei einer Rekord-Wahlbeteiligung von 91,1 %) erstmals mehr Wählerstimmen als die CDU/CSU; der praktisch unterschriftsreife Grundlagenvertrag wurde als ein Triumph der Ostpolitik des Kabinetts Brandt I gesehen.
Es folgten einige weitere Ostverträge, wie z. B. Ende 1972 der Grundlagenvertrag, in dem das Verhältnis zwischen der Bundesrepublik Deutschland und der DDR neu festgelegt wurde. Bundeskanzler Willy Brandt berief Egon Bahr zum Bundesminister für besondere Aufgaben im Kabinett Brandt II.
Ende 1973 wurde der deutsch-tschechoslowakische Vertrag (Prager Vertrag) unterzeichnet, mit dem die Nichtigkeit des Münchner Abkommens von 1938 über die Abtretung des Sudetenlandes erklärt wurde.

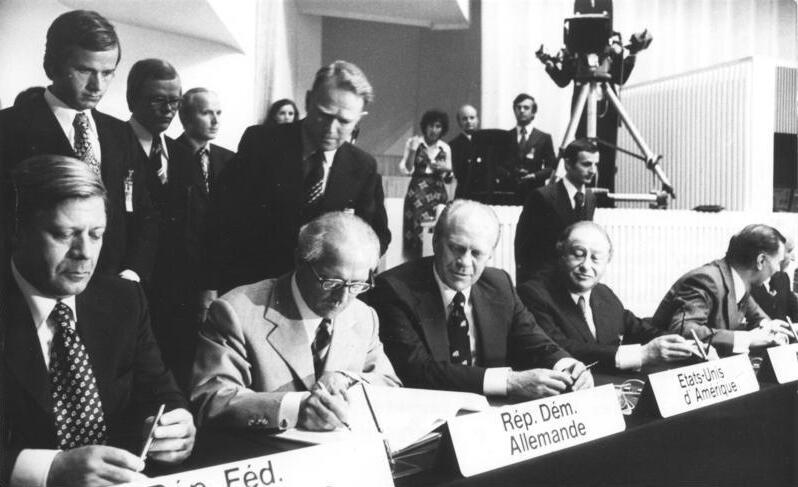
Unterzeichnung der Schlussakte von Helsinki mit Helmut Schmidt, Erich Honecker, Gerald Ford und Bruno Kreisky, August 1975.

Die Verhandlungen im Zuge des Vier-Mächte-Abkommens hatten die Deutschen in Ost und West ermutigt, das Verhältnis zwischen den beiden deutschen Staaten zu entspannen. Auf der Grundlage dieser allgemeinen positiven Erfahrungen konnte die Entspannungspolitik wie geplant fortgesetzt werden. Dies änderte jedoch nichts daran, dass die innerdeutsche Grenze, insbesondere die Berliner Mauer, weiter ausgebaut und perfektioniert wurde. Der DDR-Schießbefehl blieb bestehen und die Stasi vertuschte weiterhin Tote und Verletzte an der Mauer, damit das Ansehen der DDR im In- und Ausland nicht beschädigt wurde.
Nach der bilateralen folgte eine multilaterale Phase. Die MBFR-Abrüstungsverhandlungen wurden im Oktober 1973 begonnen und im Februar 1989 erfolglos beendet. Die KSZE-Konferenzen begannen im Juli 1973 und wurden im November 1990 mit der Charta von Paris beendet. Im Mai 1974 kam nach dem Rücktritt von Brandt eine neue sozialliberale Koalition, das Kabinett Schmidt I ins Amt; Helmut Schmidt und Hans-Dietrich Genscher lösten Willy Brandt und Walter Scheel ab. Die bis dahin mit der Ostpolitik verbundene politische Euphorie endete nach diesem Wechsel. Die Begeisterung für Willy Brandt und seine Politik, die zu vielen Neueintritten in die SPD geführt hatte, ging vor allem durch die Entscheidung Helmut Schmidts, dem NATO-Doppelbeschluss vom 12. Dezember 1979 zuzustimmen, teilweise in offene Gegnerschaft zur Politik der sozialliberalen Koalition im Bund über.

### Ostverträge: Ein Überblick

Ostverträge 1963–1973

Die in den Ostverträgen festgelegten Grundsätze lehnen sich an das Völkerrecht an. Aufgrund der in diesen Verträgen enthaltenen Vereinbarungen auf gegenseitigen Gewaltverzicht werden sie auch mitunter als Gewaltverzichtsverträge bezeichnet.
- Moskauer Vertrag am 12. August 1970
- Warschauer Vertrag am 7. Dezember 1970
- Viermächteabkommen am 3. September 1971 (Inkrafttreten des Abkommens und der ergänzenden Vereinbarungen am 3. Juni 1972)
- Protokoll über den Post- und Fernmeldeverkehr am 30. September 1971 (Abkommen am 30. März 1976)
- Transitabkommen am 17. Dezember 1971
- Vertrag über den Reise- und Besucherverkehr am 20. Dezember 1971
- Verkehrsvertrag 26. Mai 1972[12]
- Grundlagenvertrag am 21. Dezember 1972 (Inkrafttreten am 21. Juli 1973)
- Prager Vertrag am 11. Dezember 1973

Das Bundesverfassungsgericht wies Beschwerden, die eine Verletzung der Grundgesetzartikel 6, 14 und 16 durch die Zustimmungsgesetze zu den Ostverträgen rügten, als unzulässig zurück;

## Fortsetzung unter der Regierung Kohl

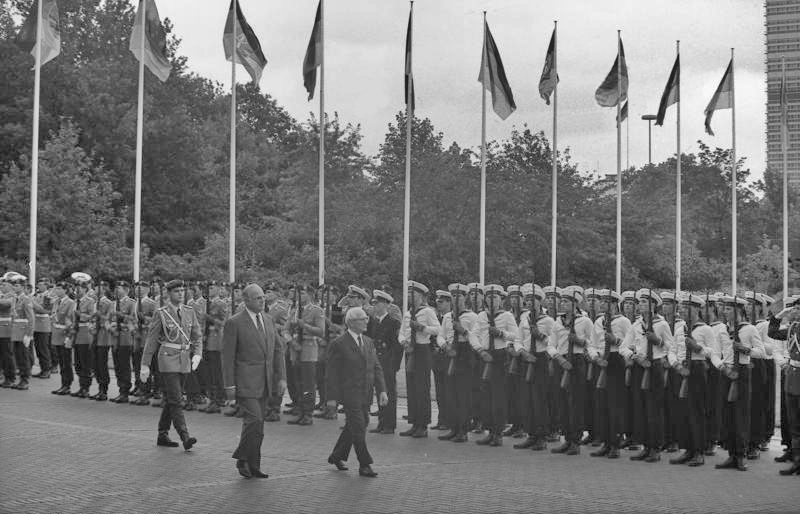
7. September 1987: Erich Honecker schreitet bei seinem Staatsbesuch gemeinsam mit Helmut Kohl eine Ehrenformation des Wachbataillons der Bundeswehr ab.

Trotz ihrer scharfen Opposition gegen die Ostverträge brach die CDU, nachdem sie in der Wende 1982 an die Regierung gekommen war und mit Helmut Kohl den Kanzler stellte, die Ostpolitik der sozialliberalen Koalition nicht ab, sondern setzte sie im Wesentlichen fort – auch weil Hans-Dietrich Genscher das Außenministerium behielt. Bereits im Januar 1973 hatte der CSU-Vorsitzende Franz Josef Strauß vor dem Bundestag bekräftigt: „Pacta sunt servanda“ – Verträge müsse man einhalten. 1983 fädelte er zur allgemeinen Überraschung auch seiner Parteifreunde einen Milliardenkredit für die DDR ein, die andernfalls vor der Zahlungsunfähigkeit gestanden hätte. In der Folge gewährte das SED-Regime Reiseerleichterungen und baute die Selbstschussanlagen an der innerdeutschen Grenze ab. Der Kredit war der Auftakt zu einer deutlichen Intensivierung der innerdeutschen Beziehungen: Kohl erneuerte telefonisch die Einladung an Staats- und Parteichef Honecker, die Schmidt bereits in seiner Amtszeit ausgesprochen hatte, die Bundesregierung übernahm Bürgschaften für weitere Kredite in Höhe von 1,95 Milliarden DM für die DDR, die 1975 unterbrochenen Verhandlungen über ein Kulturabkommen zwischen beiden deutschen Staaten wurden wieder aufgenommen und 1986 endlich abgeschlossen, im September 1987 folgte schließlich Honeckers Staatsbesuch in der Bundesrepublik.

## Ergebnisse der „Neuen Ostpolitik“ bis 1990
Unter Bundeskanzler Willy Brandt wurde die Hallstein-Doktrin, die bis dahin in der Außenpolitik galt, aufgegeben. Zum Themenkomplex „Bundesrepublik Deutschland / Deutsche Demokratische Republik / Deutsches Reich bzw. Deutschland als Ganzes“ stellte das Bundesverfassungsgericht am 31. Juli 1973 fest:
- Die Bundesrepublik Deutschland bleibt nach wie vor völkerrechtlich identisch mit dem Deutschen Reich, das zu keinem Zeitpunkt ab 1945 „untergegangen ist“, und ist somit kein Rechtsnachfolger des Deutschen Reichs, das quasi nur einen neuen Namen erhalten hat.
- Nur durch die Bundesrepublik bleibt die staatsrechtliche Kontinuität erhalten; nur durch sie wird die Kontinuität fortgeführt.
- Die DDR wird zwar staatsrechtlich (als Staat) anerkannt, bleibt jedoch auch zukünftig ein Teil (Gesamt-)Deutschlands, für das die „Vier Mächte“ (die Siegermächte des Zweiten Weltkriegs) zuständig bleiben, ist aber für die Bundesrepublik trotz der Einrichtung Ständiger Vertretungen beider Staaten im jeweils anderen Teil Deutschlands kein Ausland.
- Da das Deutsche Reich nie „untergegangen“ ist und es daher auch zwischen 1945 und 1949 deutsche Staatsbürger gab, ist die deutsche Staatsbürgerschaft als Kategorie erhalten geblieben. Nach der Auffassung des BVerfG waren auch „sogenannte DDR-Bürger“ immer deutsche Staatsangehörige.

Durch das Urteil wurde die Gefahr gebannt, dass die „Neue Ostpolitik“ als Ganze oder wesentliche Teile von ihr wegen fehlender Verfassungskonformität nicht mehr hätten weiterbetrieben werden dürfen.
Die Bundesrepublik Deutschland trat ebenso wie die Deutsche Demokratische Republik am 18. September 1973 als 133. und 134. Mitgliedstaat den Vereinten Nationen (UNO) bei. Mit ihrer Auflösung aufgrund des Beitritts zur Bundesrepublik endete die UN-Mitgliedschaft der DDR zum 3. Oktober 1990, ebenso ihre Mitgliedschaft im Warschauer Pakt und im Rat für gegenseitige Wirtschaftshilfe.
Durch den Zwei-plus-Vier-Vertrag wurde endgültig die Oder-Neiße-Grenze als Ostgrenze Deutschlands festgelegt. Am 3. Oktober 1990 traten die Länder Brandenburg, Mecklenburg-Vorpommern, Sachsen, Sachsen-Anhalt und Thüringen sowie der Ostteil Berlins der Bundesrepublik Deutschland bei. Mit der Vergrößerung des Staatsgebiets der Bundesrepublik Deutschland wurden zugleich die Gebiete der Europäischen Gemeinschaft und der NATO vergrößert.

## Kritik

### Bis 1990
Rainer Barzel, später Vorsitzender der CDU/CSU-Fraktion im Deutschen Bundestag, entwarf 1963 ein Gegenmodell zu Egon Bahrs Konzept des „Wandels durch Annäherung“. Es ging (anders als Bahrs Modell) vom zwingenden Scheitern des Kommunismus aus. Die deutsche Frage müsse so lange offengehalten werden, bis man sie durch Verhandlungen mit den Siegermächten im Rahmen einer gesamteuropäischen Lösung friedlich beilegen könne. Bis dahin müsse versucht werden, durch zunächst kleine, später größere Schritte menschliche Erleichterungen und Freizügigkeit in Ostdeutschland zu erreichen. Immer habe dabei das Prinzip zu gelten: keine Vorleistungen ohne fest zugesagte Gegenleistungen.
Von Anfang der Regierungszeit der sozialliberalen Koalition an protestierten National-Konservative, National-Liberale und Vertreter der Vertriebenenverbände gegen die „Neue Ostpolitik“. Sie warfen dieser vor,
- sie verzichte ohne Not auf die deutschen Ostgebiete und schwäche dadurch die deutsche Position bei späteren Friedensverhandlungen,
- sie zementiere die Spaltung Deutschlands durch die internationale Aufwertung der DDR und durch deren Anerkennung als zweiter deutscher Staat,
- sie verletzte das Wiedervereinigungsgebot des Grundgesetzes,
- sie gebe das Selbstbestimmungsrecht des deutschen Volkes auf,
- sie gefährde die Sicherheit und Freiheit West-Berlins durch den Abbau der Bundespräsenz in der alten Hauptstadt und durch bilaterale Abmachungen mit der DDR, in die Berlin nicht mit einbezogen werde,
- sie untergrabe die Sicherheit der Bundesrepublik durch die Lockerung ihrer Bindungen an den Westen und bereite dadurch politisch und psychologisch ihrer späteren Neutralisierung den Weg und
- sie beschränke die außenpolitische Handlungsfähigkeit der Bundesrepublik durch ihre vertraglichen Abmachungen mit den Ostblockstaaten, besonders mit der Sowjetunion.[21]

### 1990–2022
Auf den Vorwurf, Willy Brandt habe 1968 als Außenminister im Kabinett Kiesinger (CDU) eine von der Sowjetunion ausgehende Aggression (die Niederschlagung des Prager Frühlings in der ČSSR) hingenommen, reagierte Bernd Rother, Sprecher des SPD-Geschichtsforums im Januar 2022 mit dem Argument, 1968 sei es das Ziel der Sowjetunion gewesen, den internationalen Status quo zu zementieren, also die bestehenden geografischen Grenzen und die Grenzen der Souveränität der Ostblockstaaten (durch die Breschnew-Doktrin) festzuschreiben. Das unterscheide die Politik Leonid Iljitsch Breschnews von der aktuellen Politik Wladimir Putins, der den Einflussbereich Russlands durch Grenzveränderungen vergrößern wolle. Willy Brandt hatte bereits als Regierender Bürgermeister von West-Berlin gelernt, dass auch die USA kein Interesse an einer Veränderung des Status quo hatten.
Aus polnischer Sicht sah Adam Krzemiński 2014 einen Zielkonflikt in der bundesdeutschen Ostpolitik, der an der Konzeption der Schlussakte von Helsinki deutlich werde: „Einerseits bestätigte die KSZE-Konferenz 1975 die sowjetische Herrschaft in Ostmitteleuropa. Andererseits ermutigte sie durch den „Korb 3“ eine Demokratisierung von unten durch Oppositionsgruppen und Bürgerbewegungen. Mit der Eruption der „Solidarność“ in Polen gerieten 1980 beide Ziele der Entspannungspolitik – strategische Stabilität des Systems und politische Freiheit für die Menschen – in einen inneren Widerspruch: den Status quo zu wahren und zugleich aushebeln zu lassen.“ Krzemiński weist darauf hin, dass die Europäische Gemeinschaft den „Fall Solidarność“ ähnlich bewertet habe wie die deutsche Bundesregierung. Vertreter der Gewerkschaft seien 1981 in Brüssel vorstellig geworden und mit der Begründung „hinauskomplimentiert“ worden, „[m]an bewundere den Mut der Solidarność, die Welt aber sei gespalten und niemand könne das ändern“.
Ebenfalls aus polnischer Sicht bewertete der Historiker Bogdan Musiał 2011 das Narrativ als falsch, wonach die „angeblich besonnene und weitsichtige Ostpolitik entscheidend zum Zusammenbruch der kommunistischen Regimes in Europa und zur deutschen Wiedervereinigung beigetragen“ habe. Vielmehr habe die Sowjetunion 1970 vor allem deshalb ein Interesse an einem Vertrag mit der Bundesrepublik Deutschland gehabt, weil dieser ihr die Möglichkeit eröffnet habe, in großem Stil Lagerstätten mit fossilen Energieträgern zu erschließen und Erdgas nach Westeuropa zu liefern. Entsprechende Geschäfte seien im Umfeld der Moskauer Verhandlungen mit dort anwesenden westdeutschen Wirtschaftsvertretern abgeschlossen worden. Schon in den 1970er Jahren sei, so Musiał, zu erkennen gewesen, dass die realsozialistischen Wirtschaften des Ostblocks auf einen Kollaps zusteuerten. Ziel der Ostpolitik sei es gewesen, diesen aufzuhalten, während die Politik der USA, vor allem in der Regierungszeit Ronald Reagans, der in der Sowjetunion ein „Reich des Bösen“ gesehen habe, darauf angelegt gewesen sei, die Sowjetwirtschaft in den Ruin zu treiben. Zum Zusammenbruch der kommunistischen Regime sei es also nicht wegen, sondern trotz der westdeutschen Ostpolitik gekommen. Zudem sei 1970 der Grundstein für die Abhängigkeit Deutschlands und anderer westeuropäischer Staaten von russischem Öl und Gas gelegt worden.
Am 11. September 1996 äußerte der damalige Bundeskanzler Helmut Kohl in einer Rede: „Wir haben sehr gute, herzliche und freundschaftliche Beziehungen zu den Vereinigten Staaten, Frankreich, Großbritannien und Russland. Wann hat es das je so in der deutschen Geschichte gegeben?“. Bereits 1992 hatte der damalige Bundesverteidigungsminister Volker Rühe mit dem Spruch, dass Deutschland „von Freunden umzingelt“ sei, deutliche Senkungen des Wehretats gerechtfertigt. Der ehemalige Bundespräsident Johannes Rau bekräftigte am 8. Mai 2005, dem 60. Jahrestag des Endes des Zweiten Weltkriegs, seine Meinung, Deutschland sei „von Freunden umzingelt“. Gunther Hellmann stellte 2018 die beiden Aussagen in den Kontext einer Konzeption der Sicherheitspolitik, die bereits der Ostpolitik der sozialliberalen Koalition zugrunde gelegen habe: Die deutsche Außen- und Sicherheitspolitik habe auf zwei „Grundpfeilern“ beruht, nämlich der „‚Westbindung‘ mit europäischer Integration und NATO-Mitgliedschaft sowie [der] auf Entspannung mit der Sowjetunion beziehungsweise Russland setzende[n] ‚Ostpolitik‘“. Die Brüchigkeit beider Pfeiler habe sich nach der Annexion der Krim 2014 und nach der Wahl Donald Trumps zum Präsidenten der USA 2016 gezeigt.
Der langjährige Osteuropa-Korrespondent Thomas Urban stellte in seinem am Vorabend des russischen Angriffs auf die Ukraine im Februar 2022 in Druck gegangenen Buch Verstellter Blick. Die deutsche Ostpolitik fest, die Ostpolitik Brandts habe völlig ignoriert, dass der Devisenzufluss vor allem aus dem Erdgas-Röhren-Geschäft die Hochrüstung der Sowjetunion finanziert habe. Auch sei die außenpolitische Entspannung mit einer innenpolitischen Verhärtung im Ostblock, vor allem in der UdSSR, der DDR und der Tschechoslowakei, einhergegangen. Hauptfaktor für den Zusammenbruch des Ostblocks und die Aufgabe der DDR durch Moskau sei der militär- und wirtschaftspolitische Druck der USA unter Ronald Reagan gewesen, darunter die Überflutung des Weltmarkts mit billigem Erdöl, wodurch Moskau die Deviseneinnahmen weggebrochen seien.

### Seit dem 24. Februar 2022
Nach dem russischen Überfall auf die Ukraine am 24. Februar 2022 wurden die deutsche Ost- und Entspannungspolitik mit ihrem Prinzip des „Wandels durch Annäherung“ sowie die daran anknüpfende spätere, unter Begriffen wie „Annäherung durch Verflechtung“ und „Modernisierungspartnerschaft“ gefasste Ostpolitik verstärkt kritisch hinterfragt.
Heinrich August Winkler, seit 1962 SPD-Mitglied, bemängelt die schon in der Ära Brandt erkennbare, seiner Ansicht nach zu starke Orientierung der deutschen Außenpolitik an den Interessen der Sowjetunion. 1981 sei Egon Bahr gefragt worden, ob die Sowjetunion ein Recht habe, in Polen militärisch zu intervenieren, wenn dieses seine Zugehörigkeit zum Warschauer Pakt in Frage stellen sollte. Er habe geantwortet: „Aber selbstverständlich.“ Winkler bewertet die Politik der SPD in den 1980er Jahren (auch in der Opposition ab 1982) und darüber hinaus als „europäische Ordnungspolitik im deutschen Interesse“. Die SPD habe in dieser Zeit auch Bürgerrechtsbewegungen, die sich auf die Helsinki-Schlussakte beriefen, weitgehend ignoriert und mit kommunistischen Partei- und Staatsführungen Gespräche über eine „Sicherheitspartnerschaft“ geführt. Winkler wirft dieser Politik vor, sie habe impliziert, dass Bürgerrechtsbewegungen im Ostblock sich „um der Stabilität des Ost-West-Verhältnisses willen in ihr Schicksal“ hätten „fügen und weiterhin in Unfreiheit leben“ sollen. In dieser Haltung komme, so Winkler, „verschüttetes Großmachtdenken“ zum Vorschein. Der Topos einer „besonderen deutsch-russischen Verbundenheit“, der schon 1922 im deutsch-sowjetischen Verhältnis eine zentrale Rolle gespielt habe, gehe nicht nur zu Lasten der Interessen von Bürgerrechtsbewegungen, sondern auch zu Lasten der Interessen von Staaten und Völkern zwischen Deutschland und der Sowjetunion bzw. Russland.
Bernhard Felmberg, evangelischer Militärbischof der Bundeswehr, kritisierte am 30. März 2022 die seiner Ansicht nach falsche Interpretation der Situation um 1990. Nach 1989 habe quasi die Freude über „eine Art ‚Ende der Geschichte‘, also die Meinung, dass die Probleme der Welt sich mit dem Ende des Kalten Krieges der beiden Blöcke gelöst hätten, dazu geführt, dass man auf die Rechtssetzungen, die nach 1945 erfolgt sind, vertraut hat. […] Doch das Vertrauen darauf, dass Menschen und Staaten ihre Probleme ausschließlich zivil lösen, war naiv.“ Der Wehretat unter den Kanzlern Willy Brandt und Helmut Schmidt habe noch zwischen 3,5 und 4,2 Prozent des Bruttoinlandsproduktes gelegen. Er sei bis Anfang 2022 auf 1,2 Prozent abgesunken. Die Zeit, in der Deutsche glaubten, eine „Friedensdividende“ genießen zu können, sei einstweilen vorbei.
Die Journalisten Bingener und Wehner verweisen in ihrem Buch Die Moskau-Connection darauf, dass die „alte Garde“ der SPD, mit Helmut Schmidt, Egon Bahr, Erhard Eppler und Klaus von Dohnanyi, bereits die Sanktionen gegen Russland ab 2014 stark kritisiert hatte. Eppler zum Beispiel hielt die Krim-Annexion für eine „defensive Antwort“ Russlands gegen eine Aggression, die von den USA ausgegangen sei. Und von Dohnanyi sprach der Ukraine ab, ein Nationalstaat zu sein, sowie das Recht, sich aus der russischen Einfluss-Sphäre zu lösen. Bingener und Wehner sehen eine Ausbeutung eines sozialdemokratischen Mythos:

„Im Glaubensbekenntnis der deutschen Sozialdemokratie steht die Entspannungspolitik weit oben. Sie gilt als Grundfeste sozialdemokratischer Außenpolitik – und Kritik an ihr als Angriff auf das Allerheiligste der Partei. […] Ohne diesen Mythos, den die Partei seit Jahrzehnten pflegt, ist ihre verfehlte Russlandpolitik der letzten zwei Jahrzehnte nicht zu verstehen.“

Dementsprechend würden Sozialdemokraten dazu neigen, viele positive Entwicklungen der Ostpolitik zuzuschreiben, wie die Überwindung der kommunistischen Herrschaft in Osteuropa. Auch die Deutsche Einheit sei nur durch die Ostpolitik möglich geworden. „Alle diese Behauptungen stimmen entweder gar nicht oder aber nur zum Teil.“
Bingener und Wehner würdigen die Anstrengungen Willy Brandts; es sei für Brandt auch klar gewesen sei, dass eine Entspannung nur möglich sei, wenn der Westen sich militärisch verteidigen könne. Die wüsten Angriffe der CDU/CSU-Opposition um 1970 hätten dazu beigetragen, dass Brandt später „die Aura eines Märtyrers bekommt“. Doch der vom Westen erhoffte Wandel im Osten habe nicht stattgefunden: Die Sowjetunion habe in der deutschen und europäischen Entspannungspolitik eine Garantie für den Status quo gesehen. In ihren Augen habe der Westen die sowjetische Herrschaft über Osteuropa gebilligt. Sozialdemokraten wie Wehner, Bahr, Schmidt und Brandt hätten die Unterdrückung von Freiheitsbewegungen wie der Solidarność in Kauf genommen. „Die Ostpolitik bekommt so einen repressiven Charakter, denn ihre Erfinder stützen faktisch die Strategie der Unterdrücker.“

## „Ostpolitik“ als Lehnwort außerhalb des deutschsprachigen Raums
Der Begriff Ostpolitik fand auch als deutsches Lehnwort Eingang in zahlreiche andere Sprachen. In Südkorea benutzte der Präsident Roh Tae-woo den deutschen Begriff Nordpolitik, um seine neue Politik gegenüber Nordkorea zu bezeichnen.